# Jean Epstein
Jean Epstein (geboren als Jan Stanisław Alfred Epstein; * 25. März 1897 in Warschau; † 2. April 1953 in Paris) war ein polnisch-französischer Filmregisseur und Filmtheoretiker.

## Leben
Seine Ausbildung absolvierte er in Frankreich und der Schweiz; er studierte Medizin in Lyon. Beeinflusst von den Arbeiten Louis Dellucs veröffentlichte er 1921 das filmtheoretische Buch Bonjour cinéma. In diesem hebt er die Bedeutung von Kameraperspektive und Großaufnahme als filmspezifische Mittel zur Veränderung gewohnter Denkweisen und Wahrnehmung hervor.
1922 drehte er seinen ersten Film, ein Porträt über Louis Pasteur. Mit seinen Spielfilmen Cœur fidèle und L’auberge rouge (beide 1923) hatte Epstein einen Achtungserfolg, der ihm einen 10-Jahres-Vertrag bei Pathé einbrachte. Diesen löste er jedoch bereits nach kurzer Zeit wieder auf und gründete seine eigene Produktionsfirma, wo er gemeinsam mit seiner Schwester Marie Epstein arbeitete. Epstein stand in engem Kontakt zur Gruppe der russischen Exilanten in Paris und führte deshalb nach Anregung von Iwan Mosschuchin, der auch die Hauptrolle übernahm und am Drehbuch beteiligt war, 1924 Regie bei dem orientalischen Abenteuerfilm Le lion de mogols. 1926, Epstein war einer der Leiter der „Académie du cinéma“, wurde er mit Luis Buñuel bekannt. In Epsteins Film Mauprat (1926) hatte Buñuel seinen ersten Filmauftritt.
Epstein stand den Ideen der Avantgarde und des Surrealismus nahe. 1927 setzte er seine Filmtheorien in Der dreiflügelige Spiegel ein und schuf das psychologische Bild eines Mannes aus der Sicht dreier Frauen. Er setzte dabei Zeitverschiebungen als filmisches Mittel ein. Epsteins bekanntestes Werk ist der 1928 entstandene Film Der Untergang des Hauses Usher, eine freie Interpretation der gleichnamigen Erzählung Edgar Allan Poes. Die Arbeiten hieran begannen zunächst gemeinsam mit Buñuel, jedoch überwarfen sich die beiden Künstler über Epsteins Anbiederung an Abel Gance, den Buñuel für erzkonservativ hielt, und der Besetzung der Hauptrolle mit Gances zweiter Frau Marguerite Denis Gance. Buñuel distanzierte sich daraufhin von dem Projekt. Der Film gilt als formal anspruchsvolles und wegweisendes Werk des französischen Avantgardefilms. Epstein setzte erstmals Zeitlupe als Mittel der Dramaturgie ein, benutzte Überbelichtung und Weichzeichnung und variierte die Schärfentiefe, wobei mitunter das eigentliche Hauptobjekt verschwommen erschien und der Hintergrund scharfgestellt wurde.
In den 1930er Jahren drehte Epstein überwiegend Dokumentarfilme. Während der Besetzung Frankreichs durch die Deutschen durfte er in keinem Studio mehr arbeiten, wurde gar zeitweise von der Gestapo festgehalten, konnte jedoch seiner Deportation entgehen.

## Filmografie
| - 1922: Les Vendanges - 1922: Pasteur - 1923: La Montagne infidèle - 1923: Cœur fidèle - 1923: La Belle Nivernaise - 1923: L’Auberge rouge - 1924: La Goutte de sang - 1924: L’Affiche - 1924: Le Lion des Mogols - 1925: Le Double amour - 1925: Les Aventures de Robert Macaire - 1926: Au pays de George Sand - 1926: Mauprat - 1927: Six et demi onze - 1927: Der dreiflügelige Spiegel (La Glace à trois faces) - 1928: Der Untergang des Hauses Usher (La Chute de la Maison Usher) - 1929: Sa tête - 1929: Finis Terræ - 1930: Le Pas de la mule | - 1931: Notre-Dame de Paris - 1931: Mor vran - 1932: L’Or des mers - 1933: L’Homme à l’Hispano - 1934: La Vie d’un grand journal - 1934: La Châtelaine du Liban - 1934: Chanson d’Armor - 1936: Cuor di vagabondo - 1936: La Bretagne - 1936: La Bourgogne - 1937: Vive la vie - 1937: La Femme du bout du monde - 1938: La Relève - 1938: Eau vive - 1938: Les Bâtisseurs - 1939: Artères de France - 1947: Le Tempestaire - 1948: Les Feux de la mer |

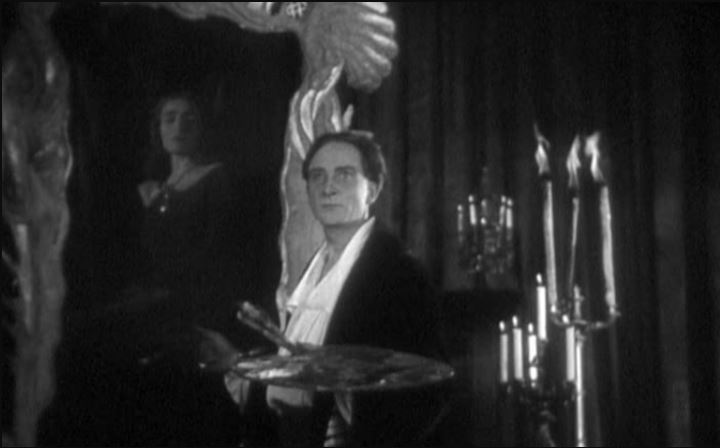
Der Untergang des Hauses Usher (1928)

## Schriften
französisch
- Bonjour, cinéma. La Sirène, 1921.
- La Poésie aujourd’hui. La Sirène, 1921.
- La Lyrosophie. La Sirène, 1922.
- Le Cinématographe vu de l’Etna, Les Écrivains réunis, 1926.
- L’Or des mers. Valois, 1932.
- Les Recteurs et la sirène. Montaigne, 1934.
- La Photogénie de l’impondérable, Corymbe, 1935.
- L’Intelligence d’une machine. Melot, 1946.
- Le Cinéma du diable. Melot, 1947.
- Écrits sur le cinéma. 2 vol., Seghers, 1974–1975.
- L’Or des mers. La Digitale, 1995.
- Les Recteurs et la sirène. La Digitale, 1998.

deutsch
- Nicole Brenez, Ralph Eue (Hrsg.): Bonjour Cinéma und andere Schriften zum Kino. Österreichisches Filmmuseum, SYNEMA – Gesellschaft für Film und Medien, Wien 2008, ISBN 978-3-901644-25-2

## Sekundärliteratur
- Vincent Guigueno: Jean Epstein, cinéaste des îles. Place, 2003.
- Sarah Keller und Jason N. Paul (Hrsg.): Jean Epstein: Critical Essays and New Translations. Amsterdam University Press, Amsterdam 2012, ISBN 978-90-8964-292-9.